# Ludovic Bernard

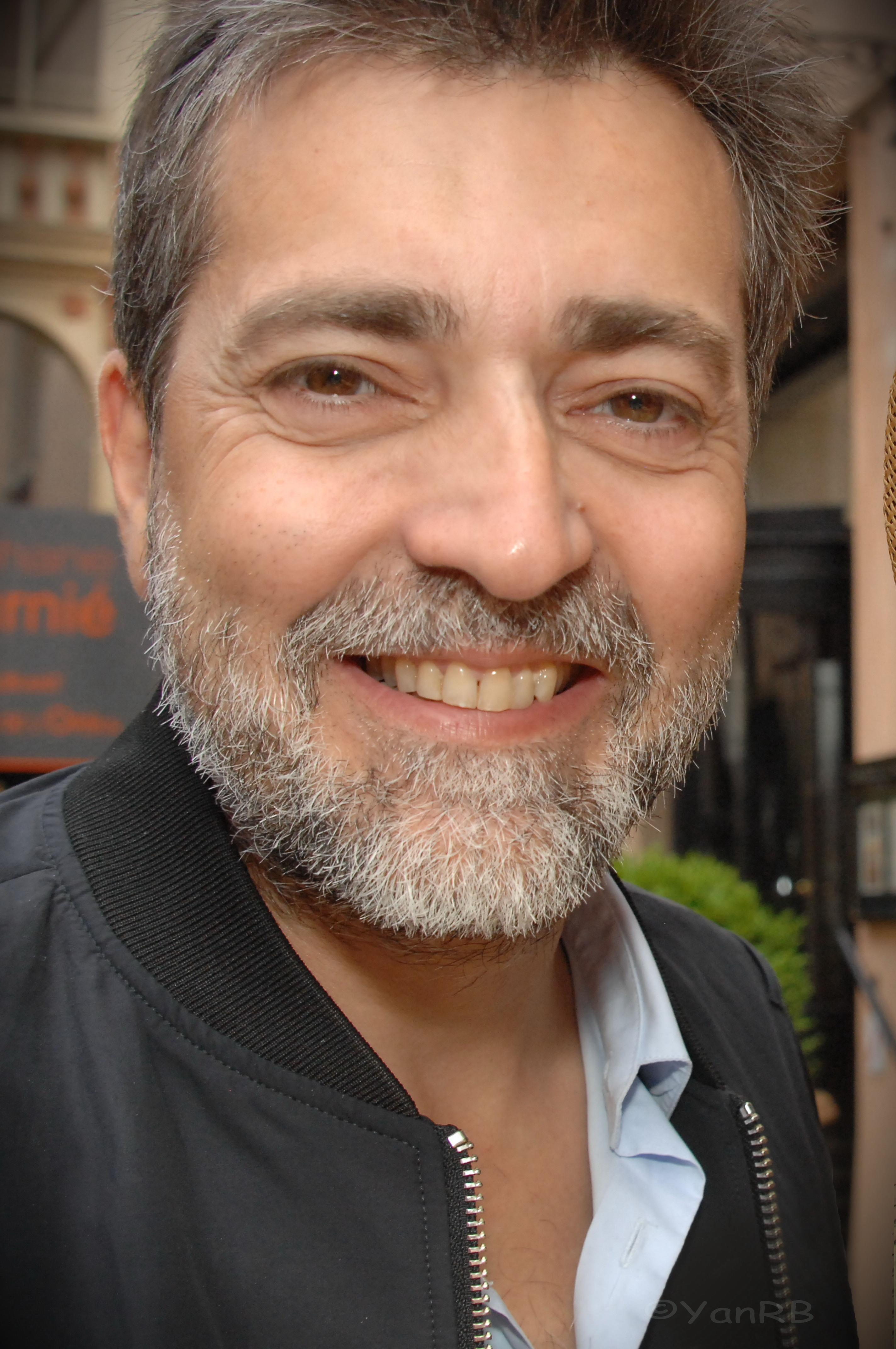
Ludovic Bernard

Ludovic Bernard (* 1968/69 in Cannes) ist ein französischer Filmregisseur und Drehbuchautor.

## Leben
Ludovic Bernard ist in Cannes aufgewachsen und hat als Jugendlicher immer wieder für die Internationalen Filmfestspiele von Cannes gearbeitet.
Ab 1992 wurde er als Regieassistent oder Second Unit Director von einer Reihe französischer Regisseure engagiert, darunter von Luc Besson, Richard Berry, Guillaume Canet, Mathieu Kassovitz, Olivier Megaton oder Tran An Hung. Sein Schaffen auf diesem Gebiet umfasst rund drei Dutzend Film- und einige Fernsehproduktionen.
Im Jahr 2017 drehte er seinen ersten Spielfilm Der Aufstieg, der mit zwei ersten Preisen auf dem Alpe d'Huez International Comedy Film Festival ausgezeichnet wurde. Nach seinem zweiten Spielfilm, der Komödie Mission Pays Basque, drehte er mit Lambert Wilson, Kristin Scott Thomas und Jules Benchetrit, für den es die erste Hauptrolle in einem Spielfilm war, seinen dritten Kinofilm Der Klavierspieler vom Gare du Nord.

## Filmografie
- 2017: Der Aufstieg (L’ascension)
- 2017: Die Pariserin im Baskenland (Mission Pays Basque), Regie und Drehbuch
- 2018: Der Klavierspieler vom Gare du Nord (Au bout des doigts), Regie und Drehbuch
- 2020: Zehn Tage ohne Mama (10 jours sans maman),  Regie und Drehbuch